# DF-2

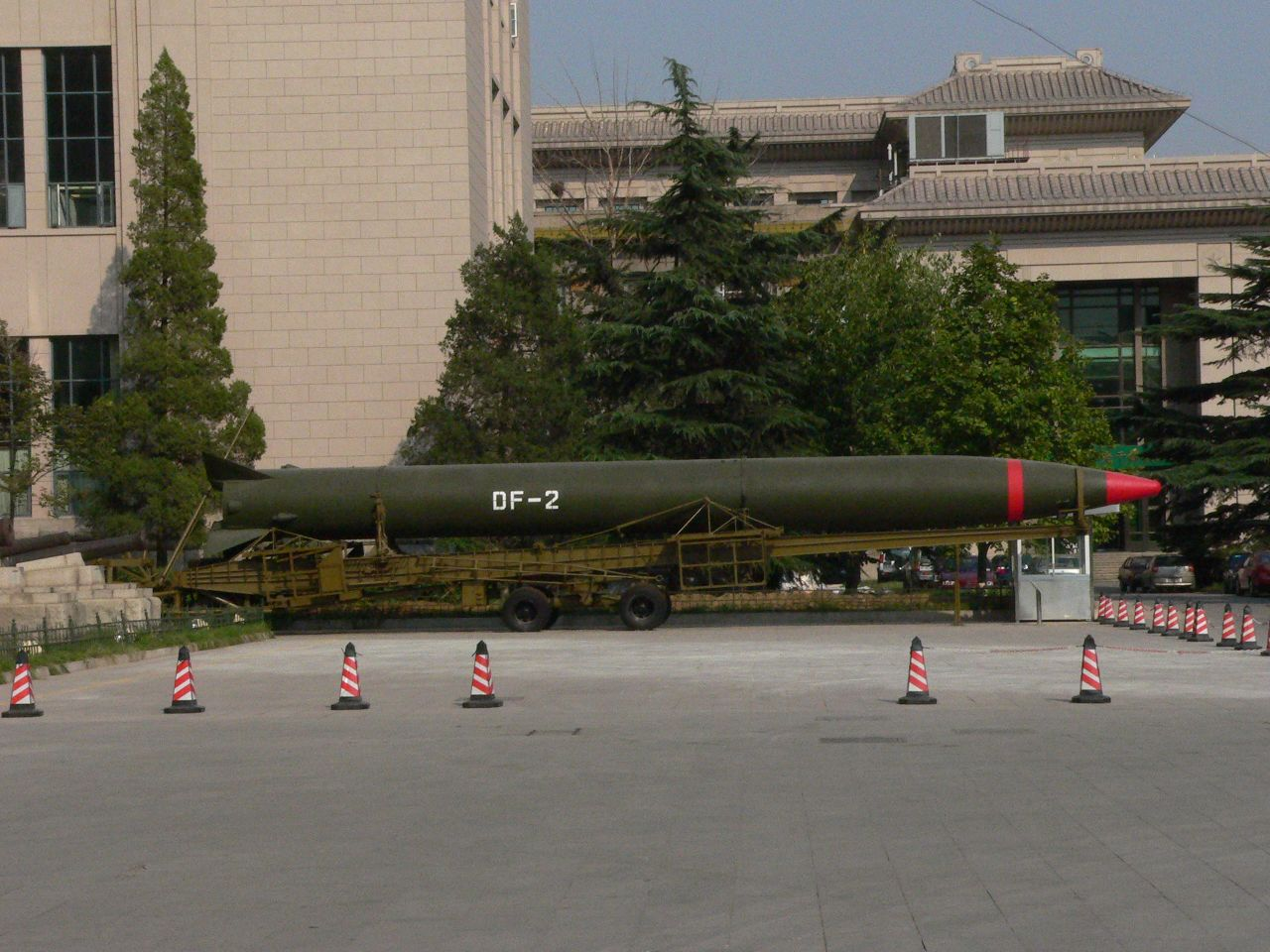
O míssil Dongfeng 2

O Dongfeng 2 (chinês tradicional: 東風 2, chinês simplificado: 东风 2, lit. ‘Vento Leste 2’) ou DF-2 foi o primeiro míssil balístico de médio alcance fabricado pela  República Popular da China.
O DF-2 tinha um alcance de 1.250 km para uma ogiva nuclear de 15-20 kt. Ele recebeu a designação de CSS-1 no ocidente. Os especialistas do ocidente, assumiram desde o início, que o DF-2 era uma cópia do míssil soviético R-5 Pobeda (SS-3 Shyster), devido ao seu formato geral, alcance, motorização e carga útil semelhantes. Hoje em dia se sabe que a documentação do R-5 foi enviada da União Soviética para a China no final dos anos 50.
Mas alguns autores insistem em atribuir a autoria dos desenhos ao especialistas chineses: Xie Guangxuan, Liang Sili, Liu Chuanru, Liu Yuanwei, Lin Shuangwei, e Ren Xinmin. O primeiro DF-2, falhou no seu lançamento de teste em 1962, levando ao desenvolvimento do DF-2A. Esse modelo foi usado para o primeiro teste nuclear com míssil balístico em Lop Nor em 1966, e esteve em serviço desde então. Todos os DF-2 foram retirados de serviço nos anos 80.